# 諫早灣

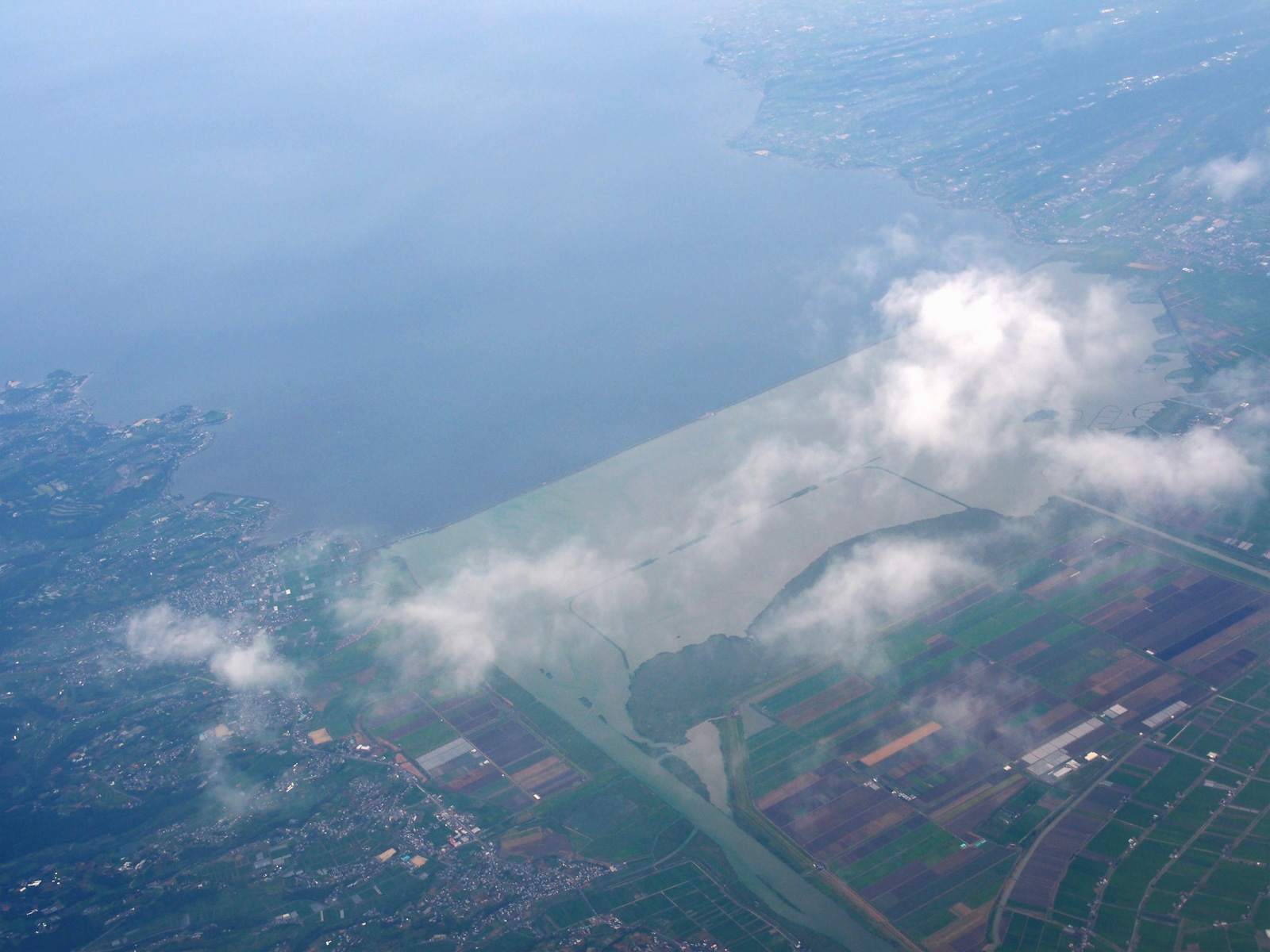
諫早灣

諫早灣（日语：／ Isahaya wan */?）是有明海的中央西岸往西南側彎入的海灣。也稱作泉水海。
古來利用遠淺的干潟，進行围垦。1989年開始著工的國營諫早灣干拓事業是有明海全體環境保全上的爭點。

## 地理
海域面積約65km²（除調整池），沿岸自治體是長崎縣諫早市・雲仙市、佐賀縣太良町。
東北部連有明海，西北部是多良岳山系、南部是島原半島。灣奧是諫早平野和圩田。
主要的流入河川是長21km的本明川，其他是田古里川、船津川、境川、深海川、二反田川、有明川、西郷川、神代川、土黒川等。有明海是少有大規模河川的地域。

## 歷史
1989年，國營諫早灣干拓事業開始，1997年，堤防內的干潟乾燥化和調整池內的淡水化，造成干潟的生物相繼死亡。水質也持續汚染，造成周邊惡臭，汚水排出導致有明海全體汚染。2007年末，堤防上的諫早灣干拓堤防道路開通。

## 脚注
1. ↑  .   [2014-07-17]. （原始内容存档于2019-09-05）.